# Gospodarka wymiany
Gospodarka wymiany (ang. exchange economy) – rodzaj rynku, w którym analizuje się konsumentów posiadających stałe zasoby dóbr pod względem wymiany produktów między sobą. Termin ten jest często wykorzystywany w mikroekonomii podczas badania równowagi ogólnej rynku.
Z reguły rozważa się dwa typy gospodarki wymiany:
- gospodarka wymiany z pominięciem produkcji – wymiana czysta
- gospodarka wymiany, w której co najmniej jeden z uczestników wytwarza dobra.

## Alokacje osiągalne
Każda osoba biorąca udział w wymianie jest wyposażona w pewien początkowy koszyk dóbr, zwany alokacją początkową. Z definicji gospodarki wymiany, uczestnicy rynku wymieniają się dobrami między sobą. W rezultacie przeprowadzonego handlu każdy uzyskuje pewną alokację końcową, która jest też alokacją osiągalną, kiedy ogólna ilość dóbr konsumowanych jest równa całkowitej ilości dóbr dostępnych.
Analizując gospodarkę wymiany z dwoma dobrami, często korzysta się z prostokąta Edgewortha, który pokazuje wszystkie możliwe alokacje osiągalne między dwoma konsumentami wraz z ich funkcjami użyteczności. To graficzne rozwiązanie pozwala w łatwy sposób rozważyć różne wyniki procesu wymiany.

## Alokacja efektywna w sensie Pareta
Alokacją efektywną w sensie Pareta definiuje się jako takie zestawienie alokacji osiągalnych wszystkich konsumentów, dla którego nie ma żadnego sposobu na zwiększenie się wartości użyteczności chociaż jednego z członka wymiany tak, aby nie zaszkodzić innemu.
W kontekście matematycznym alokacja osiągalna jest Pareto-optymalna, kiedy nie istnieje żadna inna alokacja x* spełniająca warunek:
(∀i) ui(x*i) ≥ ui(xi) oraz (∃i) ui(x*i) > ui(xi)
W rzeczywistości można oczekiwać nawet kilku alokacji efektywnych w sensie Pareta. Zbiór wszystkich takich rozwiązań nosi nazwę zbioru Pareta lub krzywej kontraktu. Ustalając rozmieszczenia efektywne w sensie Pareta, nie należy pomijać rozwiązań brzegowych.

## Pierwsze twierdzenie ekonomii dobrobytu
Pierwsze twierdzenie ekonomii dobrobytu („niewidzialna ręka” Adama Smitha) mówi o tym, że wymiana zaczynająca się w dowolnym punkcie wyposażenia początkowego, zakończy się w punkcie (p*,x*), który jest punktem równowagi rynkowej. Jeżeli wszystkie te transakcje dokonywane są dobrowolnie, to x* jest alokacją efektywną w sensie Pareto. Dodatkowo ważnym założeniem w tym twierdzeniu jest to, że podmioty troszczą się jedynie o swoją konsumpcję. W przeciwnym razie wystąpiłby tak zwany konsumpcyjny efekt zewnętrzny. W tym przypadku równowaga konkurencyjna nie zawsze musi być Pareto-optymalna.

## Drugie twierdzenie ekonomii dobrobytu
Według drugiego twierdzenia ekonomii dobrobytu, zakładając, że preferencje są opisane za pomocą wypukłych krzywych obojętności, każda alokacja w sensie Pareta może być osiągnięta jako równowaga konkurencyjna. Twierdzenie to również umożliwia rozdzielenie dwóch funkcji cen – alokacyjnej i dystrybucyjnej. Umożliwia to dokonanie redystrybucji zasobu początkowego poprzez określenie zasobu bogactwa posiadanego przez podmioty, a następnie za pomocą cen wskazanie rzadkość tych dóbr.